# Out of Time (음반)
《Out of Time》은 워너 브라더스 레코드가 1991년 3월 12일에 발매한 미국의 얼터너티브 록 밴드 R.E.M.의 일곱 번째 스튜디오 음반이다. 《Out of Time》으로, R.E.M.의 지위는 추종 밴드의 지위에서 거대한 국제 활동으로 성장했다. 이 음반은 미국과 영국의 음반 판매 차트에서 모두 1위를 차지했으며, 미국 음반 차트에서 109주를 보냈고 정상에서 두 번의 주문을 즐겼으며, 영국 차트에서 183주를 보냈고 1주일 동안 1위를 차지했다. 이 음반은 미국에서 450만장, 전세계에서 1800만장 이상이 팔렸다. 이 음반은 1992년에 세 개의 그래미 어워드를 받았고, 하나는 베스트 얼터너티브 뮤직 앨범으로, 두 개는 첫 번째 싱글인 〈Losing My Religion〉로 상을 받았다.

## 배경
《Out of Time》은 그들의 이전 음반 《Green》에서 들었던 팝, 포크, 클래식 음악의 요소들과 1992년의 《Automatic for the People》에서 계속될 컨트리 요소에 대한 새로운 집중을 결합했다.
R.E.M.의 미국 최대 히트곡이 된 〈Losing My Religion〉의 발매로 선행된 《Out of Time》은 그들에게 첫 번째 미국과 영국 1위 음반을 주었다. 이 밴드는 비록 텔레비전이나 축제에 가끔 출연하기는 했지만 발매를 지원하기 위해 순회 공연을 하지는 않았다. 독일에서는 이 밴드의 베스트셀러 음반으로 1,250,000장 이상이 팔리며 5배 골드에 이른다. 《Out of Time》은 확장된 라이너 노트와 엽서를 포함한 콤팩트 디스크에서 대체적으로 확장된 발매를 가진 최초의 R.E.M. 음반이었다. 스페인에서는 수상자가 추상유화로 한정판 커버를 다는 대회가 열렸다.
이 음반은 《타임지》가 선정한 역사상 가장 위대한 음반 100장에 수록되었다.
2016년 11월 18일, 콩코드 레코드를 통해 음반 25주년 기념판을 위해 여러 개의 리패키킹이 발매되었다.

## 평가
| 전문가 평가                | 전문가 평가 |
| 총 점수                    | 총 점수     |
| 출처                       | 점수        |
| -------------------------- | ----------- |
| 메타크리틱                 | 80/100      |
| 평가 점수                  |             |
| 출처                       | 점수        |
| AllMusic                   | [ 7 ]       |
| Chicago Tribune            | [ 8 ]       |
| Christgau's Consumer Guide | A           |
| Entertainment Weekly       | B−          |
| Los Angeles Times          | [ 11 ]      |
| NME                        | 10/10       |
| Pitchfork                  | 8.4/10      |
| Q                          | [ 14 ]      |
| Rolling Stone              | [ 15 ]      |
| Select                     | 5/5         |

《Out of Time》의 25주년 재발매는 검토 집적기 메타크리틱에서 언급된 비평가들로부터 긍정적인 평가를 받았다. 이 발매는 9개의 리뷰를 바탕으로 100점 만점에 80점이라는 가중 평균 점수를 받았다.

## 곡 목록
모든 곡들은 빌 베리, 피터 벅, 마이크 밀스 그리고 마이클 스타이프가 작사/작곡하였다.
| #   | 제목                   | 재생 시간 |
| --- | ---------------------- | --------- |
| 1.  | 〈Radio Song〉         | 4:12      |
| 2.  | 〈Losing My Religion〉 | 4:26      |
| 3.  | 〈Low〉                | 4:55      |
| 4.  | 〈Near Wild Heaven〉   | 3:17      |
| 5.  | 〈Endgame〉            | 3:48      |
| 6.  | 〈Shiny Happy People〉 | 3:44      |
| 7.  | 〈Belong〉             | 4:03      |
| 8.  | 〈Half a World Away〉  | 3:26      |
| 9.  | 〈Texarkana〉          | 3:36      |
| 10. | 〈Country Feedback〉   | 4:07      |
| 11. | 〈Me in Honey〉        | 4:06      |

## 인증
| 국가                                                  | 인증        | 판매량/출하량 |
| ----------------------------------------------------- | ----------- | ------------- |
| 아르헨티나 (CAPIF)                                    | 골드        | 30,000^       |
| 오스트레일리아 (ARIA)                                 | 2× 플래티넘 | 140,000^      |
| 오스트리아 (IFPI 오스트리아)                          | 플래티넘    | 50,000*       |
| 브라질 (Pro-Música Brasil)                            | 골드        | 100,000*      |
| 캐나다 (뮤직 캐나다)                                  | 7× 플래티넘 | 700,000^      |
| 프랑스 (SNEP)                                         | 2× 플래티넘 | 825,300       |
| 독일 (BVMI)                                           | 5× 골드     | 1,250,000^    |
| 이탈리아                                              | —           | 500,000       |
| 네덜란드 (NVPI)                                       | 2× 플래티넘 | 200,000^      |
| 뉴질랜드 (RMNZ)                                       | 골드        | 7,500^        |
| 스페인 (PROMUSICAE)                                   | 5× 플래티넘 | 500,000^      |
| 스웨덴 (GLF)                                          | 골드        | 50,000^       |
| 스위스 (IFPI 스위스)                                  | 2× 플래티넘 | 100,000^      |
| 영국 (BPI)                                            | 5× 플래티넘 | 1,500,000^    |
| 미국 (RIAA)                                           | 4× 플래티넘 | 4,000,000^    |
| 요약                                                  |             |               |
| 전세계                                                | —           | 18,000,000    |
| *판매량을 기반으로 한 인증 ^출하량을 기반으로 한 인증 |             |               |

## 같이 보기
- 독일에서 가장 많이 팔린 음반 목록